# Mestaruussarja 1972
La Mestaruussarja 1972 fu la sessantatreesima edizione della massima serie del campionato finlandese di calcio, la quarantaduesima come Mestaruussarja. Il campionato, con il formato a girone unico e composto da dodici squadre, venne vinto dal TPS per la seconda edizione consecutiva.

## Squadre partecipanti
| Club         | Città       | Stagione 1971                  |
| ------------ | ----------- | ------------------------------ |
| Haka         | Valkeakoski | 8º posto in Mestaruussarja     |
| HIFK         | Helsinki    | 2º posto in Mestaruussarja     |
| HJK          | Helsinki    | 4º posto in Mestaruussarja     |
| KPT Kuopio   | Kuopio      | 1º posto nel girone promozione |
| KPV          | Kokkola     | 3º posto in Mestaruussarja     |
| KuPS         | Kuopio      | 7º posto in Mestaruussarja     |
| Lahti-69     | Lahti       | 6º posto in Mestaruussarja     |
| MP           | Mikkeli     | 5º posto in Mestaruussarja     |
| Reipas Lahti | Lahti       | 9º posto in Mestaruussarja     |
| TaPa         | Tampere     | 2º posto nel girone promozione |
| TPS          | Turku       | Campione di Finlandia          |
| VPS          | Vaasa       | 10º posto in Mestaruussarja    |

## Classifica finale
|  | Pos. | Squadra      | Pt | G  | V  | N | P  | GF | GS | DR  |
|  | ---- | ------------ | -- | -- | -- | - | -- | -- | -- | --- |
|  | 1.   | TPS          | 31 | 22 | 15 | 1 | 6  | 44 | 19 | +25 |
|  | 2.   | MP           | 30 | 22 | 11 | 8 | 3  | 42 | 22 | +20 |
|  | 3.   | Reipas Lahti | 28 | 22 | 12 | 4 | 6  | 48 | 30 | +18 |
|  | 4.   | KuPS         | 26 | 22 | 12 | 2 | 8  | 37 | 31 | +6  |
|  | 5.   | KPV          | 25 | 22 | 9  | 7 | 6  | 35 | 31 | +4  |
|  | 6.   | Lahti-69     | 25 | 22 | 10 | 5 | 7  | 39 | 39 | 0   |
|  | 7.   | KPT Kuopio   | 21 | 22 | 8  | 5 | 9  | 32 | 36 | -4  |
|  | 8.   | TaPa         | 21 | 22 | 8  | 5 | 9  | 27 | 33 | -6  |
|  | 9.   | HJK          | 21 | 22 | 10 | 1 | 11 | 24 | 32 | -8  |
|  | 10.  | HIFK         | 17 | 22 | 7  | 3 | 12 | 39 | 44 | -5  |
|  | 11.  | VPS          | 14 | 22 | 4  | 6 | 12 | 20 | 36 | -16 |
|  | 12.  | Haka         | 5  | 22 | 2  | 1 | 19 | 17 | 51 | -34 |

Legenda:
      Campione di Finlandia e ammessa alla Coppa dei Campioni 1973-1974
      Vincitore della Suomen Cup 1972 e ammessa in Coppa delle Coppe 1973-1974
      Ammessa in Coppa UEFA 1973-1974
      Retrocesse in I divisioona
Note:
Due punti a vittoria, uno a pareggio, zero a sconfitta.